# Taťjana Nikolajeva
Taťjana Petrovna Nikolajeva (rusky Татья́на Петро́вна Никола́ева; 4. května 1924 Běžica (od r. 1956 součást Brjanska) – 22. listopadu 1993 San Francisco) byla ruská a sovětská klavíristka, hudební skladatelka a hudební pedagožka.

## Život
Taťjana Petrovna Nikolajeva se narodila 4. května 1924 v obci Běžica, která je od roku 1956 součástí Brjanska. Její matka byla klavíristka, žačka Alexandra Goldenweisera, který byl mimo jiné učitelem Samuila Fejnberga a Lazara Bermana. Otec byl amatérský houslista a violoncellista. Na klavír Taťjana Nikolajeva začala hrát ve třech letech a komponovat od dvanácti. Ve třinácti letech vstoupila na Moskevskou konzervatoř, kde studovala u Alexandra Goldenweisera a Jevgenije Kiriloviče Golubjeva. Absolvovala v roce 1948. Po absolutoriu pokračovala ve studiu kompozice u Golubjeva. V té době zkomponovala kantátu Píseň o štěstí a dva klavírní koncerty.
V roce 1950 Nikolajeva zvítězila v prvním ročníku Mezinárodní soutěže J. S. Bacha v Lipsku. Během svého pobytu v Lipsku se seznámila se skladatelem Dmitrijem Šostakovičem. Stali se celoživotními přáteli. Svěřil jí mimo jiné první provedení svých 24 preludií a fug.
Od roku 1959 vyučovala na Moskevské konzervatoři a v roce 1965 byla jmenována řádnou profesorkou. Během své kariéry natočila více než 50 gramofonových nahrávek. Převážně šlo o díla Johanna Sebastiana Bacha (včetně jeho Umění fugy) a Ludwiga van Beethovena. Po pádu komunismu vykonala několik koncertních cest po Evropě a Spojených státech a zasedala v porotách mezinárodních soutěží.
13. listopadu 1993 ji během koncertu v San Franciscu, na kterém uváděla Šostakovičova Preludia a fugy, postihla cévní mozková příhoda. Koncert nedokončila a o devět dní později zemřela.

## Ocenění
- Vítězství v Mezinárodní soutěži J. S. Bacha Lipsku (1950)
- Stalinova cena prvního stupně (1951)
- Zasloužilá umělkyně RSFSR (1955)
- Medaile За трудовую доблесть (1966)
- Cena Roberta Schumanna, (Zwickau, 1971)
- Národní umělkyně RSFSR (1977)
- Národní umělkyně SSSR (1983)
- Členka Švédské královské hudební akademie (1988)
- Cena Gramophone (1991)

## Dílo
- Klavírní kvintet (1947)
- Polyfonická triáda (1949, revize 1966)
- Sonáta pro klavír č. 1 (1949)
- Island (cyklus klavírních skladeb, 1950)
- Píseň o štěstí (kantáta, 1950)
- Koncert pro klavír a orchestr č. 1 G-dur, op. 10 (1950)
- Variace na pamět N. Mjaskovského (1951)
- 24 koncertních etud (1953)
- Sonatina pro housle a klavír (1953)
- Trio pro flétnu, violu a klavír (1954)
- Symfonie (1955, revize 1958)
- Dětské album (1958)
- Pět etud (1959)
- Poema pro violoncello a orchestr (1960)
- Valse capriccio pro housle a orchestr (1960)
- Smyčcový kvartet (1960)
- Sonáta pro violoncello a klavír č. 1 (1960)
- Koncert pro klavír a orchestr č. 2 Es-dur, op. 32 (1966)
- Borodinské pole (symfonická báseň, 1968)
- Hudba k filmu Žena v umění (1970)
- Koncert pro housle a orchestr (1972)
- Sonáta pro violoncello a klavír č. 2 (1973)
- Šaldy-baldy (cyklus 12 skladeb s epigrafy, 1974)
- Fantasie „Z ruské poesie“ (1975)
- Sonáta pro klavír č. 2 (1977)
- Romance na slova ruských básníků (Puškin, Lermontov, Baratinskij a další)
- Scénická hudba
- Kadence ke klavírním koncertům Josepha Haydna